# Augustinians FC
El Augustinians FC es un equipo de fútbol de Gambia que juega en la Tercera División de Gambia, la tercera liga de fútbol en importancia en el país.

## Historia
Fue fundado en el año 1940 en la capital Banjul y su nombre se debe a San Agustín de Hipona. Es uno de los equipos fundadores de la Liga de fútbol de Gambia en ese año, liga que han ganado en cuatro ocasiones, una vez antes de la independencia. También han sido campeones de copa en dos ocasiones, una de ellas antes de la independencia de Gambia.
A nivel internacional han participado en 2 torneos continentales, en los cuales nunca han superado la ronda preliminar.

## Palmarés
- Liga de fútbol de Gambia: 4

1953/54, 1965/66, 1966/67, 1986/87
- Copa de Gambia: 2

1961/62, 1967/68

## Participación en competiciones de la CAF
| Temporada | Torneo                            | Ronda      | Club      | Casa  | Visita | Global |
| --------- | --------------------------------- | ---------- | --------- | ----- | ------ | ------ |
| 1967      | Copa Africana de Clubes Campeones | 1          | ASF Bobo  | w.o.1 | w.o.1  | w.o.1  |
| 1968      | Copa Africana de Clubes Campeones | Preliminar | FAR Rabat | w.o.1 | w.o.1  | w.o.1  |

1- Augustinians abandonó el torneo.